# 1740

## أحداث
- تأسيس مدينة يونافا وتقع حاليا في ليتوانيا.
- تأسيس مدينة غازي آباد وتقع حاليا في الهند.
- بداية الحرب السيليزية الأولى في 1740 والتي انتهت في 1742.
- في سبتمبر تحركت ثلاثة حملات فارسية بقيادة ميرزا محمد تقي خان من بوشهر ونزلت في جلفار.
- بداية حرب الخلافة النمساوية.

## مواليد
- إميليان بوغاتشيف
- إيفان السادس
- جون سوليفان
- ماركيز دي ساد

## وفيات
- آنا إيفانوفنا إمبراطورة روسيا
- طهماسب الثاني